# Jeff Samardzija

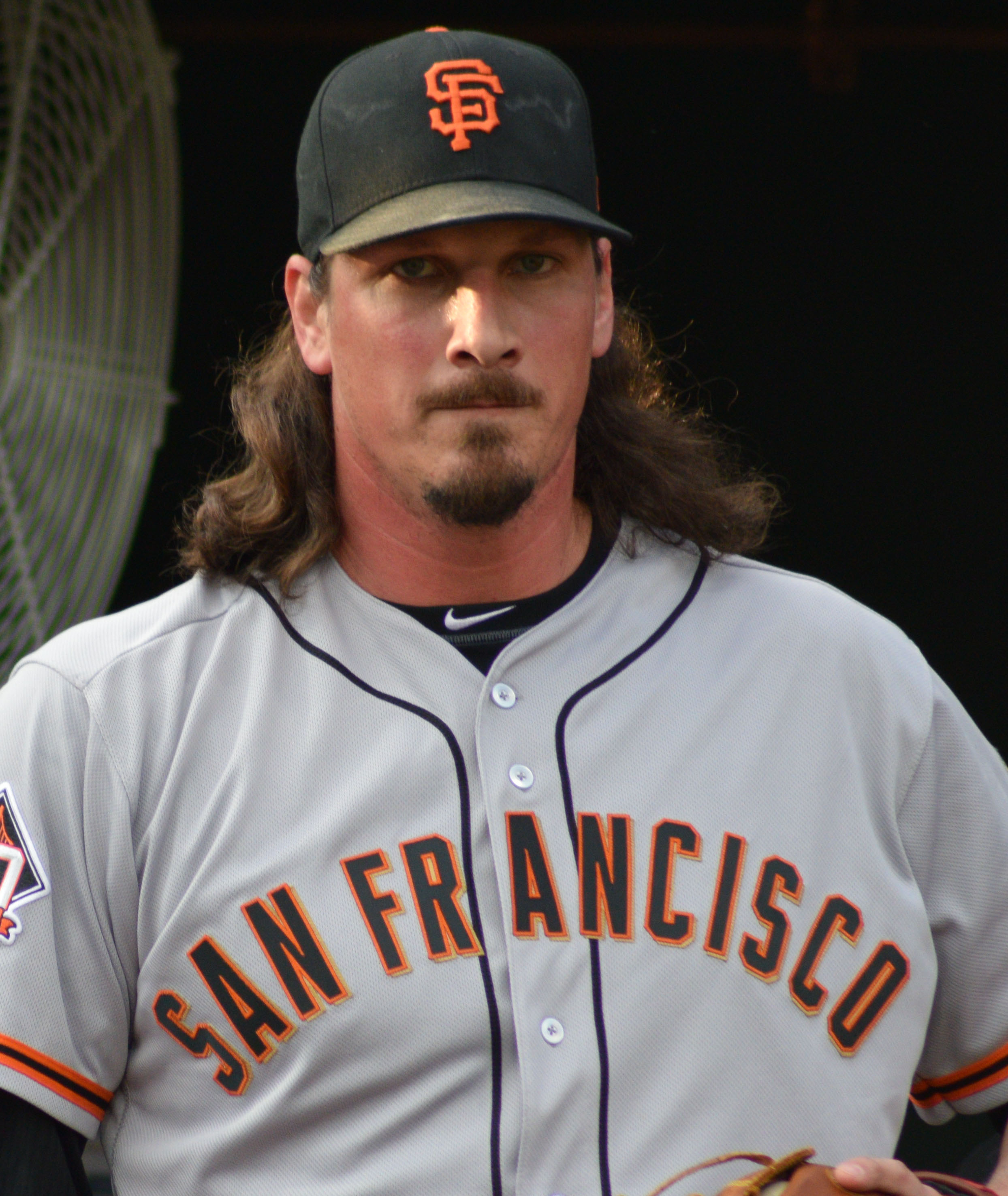
Jeff Samardzija, 2018.

Jeffrey Alan "Jeff" Samardzija, född 23 januari 1985 i Merrillville i Indiana, är en amerikansk professionell basebollspelare som är pitcher och spelade senast för San Francisco Giants i Major League Baseball (MLB). Han har tidigare spelat för Chicago Cubs, Oakland Athletics och Chicago White Sox.
Han studerade på University of Notre Dame och spelade både amerikansk fotboll och baseboll för deras idrottsförening Notre Dame Fighting Irish i National Collegiate Athletic Association (NCAA). 2006 blev Samardzija draftad av Chicago Cubs i MLB-draften.